# Rolf Olinger
Rolf Olinger   (Engelberg, 17 de desembre de 1924 - 25 de juny de 2006) fou un esquiador alpí suís que va competir durant la dècada de 1940.
El 1948 va prendre part en els Jocs Olímpics d'Hivern de St. Moritz, on va guanyar la medalla de bronze en la prova del descens del programa d'esquí alpí.
En el seu palmarès també destaquen tres campionats nacionals de descens, el 1947, 1948 i 1949.